# Enterosora sprucei
Enterosora sprucei är en stensöteväxtart som först beskrevs av William Jackson Hooker, och fick sitt nu gällande namn av Barbara S. Parris. Enterosora sprucei ingår i släktet Enterosora och familjen Polypodiaceae. Inga underarter finns listade.